# Institut de recherche géoscience
L'Institut de recherche géoscience (en anglais : Geoscience Research Institute - GRI) est le centre officiel de recherche scientifique de l'Église adventiste du septième jour. Son but est d'examiner les évidences scientifiques sur les origines, les sciences créationnistes. L'Institut de recherche géoscience sert l'Église adventiste dans la recherche et la communication.

## Histoire
Durant les années 1940, Henry Klooster, le président d'Emmanuel Missionary College (l'université Andrews depuis 1960) réclama des scientifiques qualifiés dans les sciences de la terre. Quelques années plus tard, les professeurs de science adventistes firent la même réclamation. En 1957, l'Église adventiste répondit à cette demande en constituant un comité sur l'enseignement de la géologie et de la paléontologie, avec le biologiste Franck Marsh et le chimiste P. Edgar Hare, chargés de se former dans ce domaine. Avec ces deux scientifiques et une secrétaire, l'Institut de recherche géoscience fut officiellement créé l'année suivante à l'université Andrews dans le Michigan. En 1960, le paléontologue et chercheur en anatomie comparée Richard Ritland s'ajouta au groupe.
En 1980, l'Institut de recherche géoscience fut relocalisé à l'université de Loma Linda en Californie.

## Organisation

### Relation entre la Bible et la science
Selon l'Institut de recherche géoscience, tous les conflits entre les interprétations scientifiques et la Bible n'ont pas été résolus, mais Géoscience " trouve suffisamment d'évidences de ses recherches et de la littérature scientifique pour renforcer la foi dans le récit biblique des origines ". La Bible révèle l'histoire de la création : Dieu créa sans efforts l'environnement terrestre en six jours avec une diversité d'organismes et des êtres humains à son image (les dons de cognition, du langage, de la relation sociale, de la responsabilité, de la liberté et de la signification de la vie), puis il contempla son œuvre le septième jour. 
Selon Géoscience, les scientifiques ont l'opportunité de voir des évidences du pouvoir créateur de Dieu mais la création ne parle pas clairement à l'esprit humain. Les évidences d'une conception intelligente de la nature sont mélangées avec les évidences du mal. Les organismes apparaissent avec des imperfections contraires à ce qu'on attend d'un Dieu créateur. La Bible révèle comment par la rébellion des êtres humains, le mal, la violence et la mort sont entrés dans ce monde parfait à l'origine. La solution ultime de ce problème ne se trouve pas dans l'étude de la nature mais dans l'acceptation de la révélation biblique de Dieu. Celle-ci révèle la très grande valeur que Dieu accorde à la liberté humaine. Le sacrifice d'amour de Jésus sur la croix illumine notre compréhension du caractère du Créateur.
Comme l'institut de recherche biblique, Géoscience est au service de l'Église adventiste du septième jour en l'assistant dans sa compréhension de la relation entre la foi et la science. Il affirme la foi des adventistes, et de ce fait, il n'a jamais réclamé l'enseignement de la création dans les écoles publiques.         

### Institut de recherche géoscience
- Institut de recherche géoscience, Directeur : Dr James Gibson, Université de Loma Linda, Loma Linda, Californie, États-Unis

Les scientifiques de Géoscience possèdent une variété de doctorats avec des expertises en biologie, physique nucléaire, anthropologie physique, paléontologie, géologie ou en génétique moléculaire. 

### Filiales
L'Institut de recherche géoscience possède quatre filiales à travers le monde :
- Institut de recherche géoscience - Europe, Directeur : Dr Jacques Sauvagnat, Campus adventiste du Salève, Collonges-sous-Salève, France.
- Institut de recherche géoscience - Amérique du Sud, Directeur : Dr Roberto Biaggi, Université adventiste de River Plate, Libertador San Martín, Argentine.
- Institut de recherche géoscience - Asie, Directeur : Dr Choi Chong Geol, Université Sahmyook, Séoul, Corée du Sud.
- Institut de recherche géoscience - Brésil, Directeur : Dr Nahor Neves de Souza Jr, Université adventiste du Brésil, São Paulo, Brésil.

### Revues de Géoscience
- Origins, semestriel en anglais.
- Geoscience Newsletter, trimestriel en anglais.
- Geoscience Reports, trimestriel en anglais.
- Science et origines, semestriel en français.
- Ciencia de los Origenes, semestriel en espagnol.
- Ciencias das Origens, semestriel en portugais.